# Трібзес
Трібзес (нім. Tribsees) — місто в Німеччині, розташоване в землі Мекленбург-Передня Померанія. Входить до складу району Передня Померанія-Рюген. Складова частина об'єднання громад Рекніц-Требельталь.
Площа — 54,75 км2. Населення становить 2598 ос. (станом на 31 грудня 2020).

## Галерея

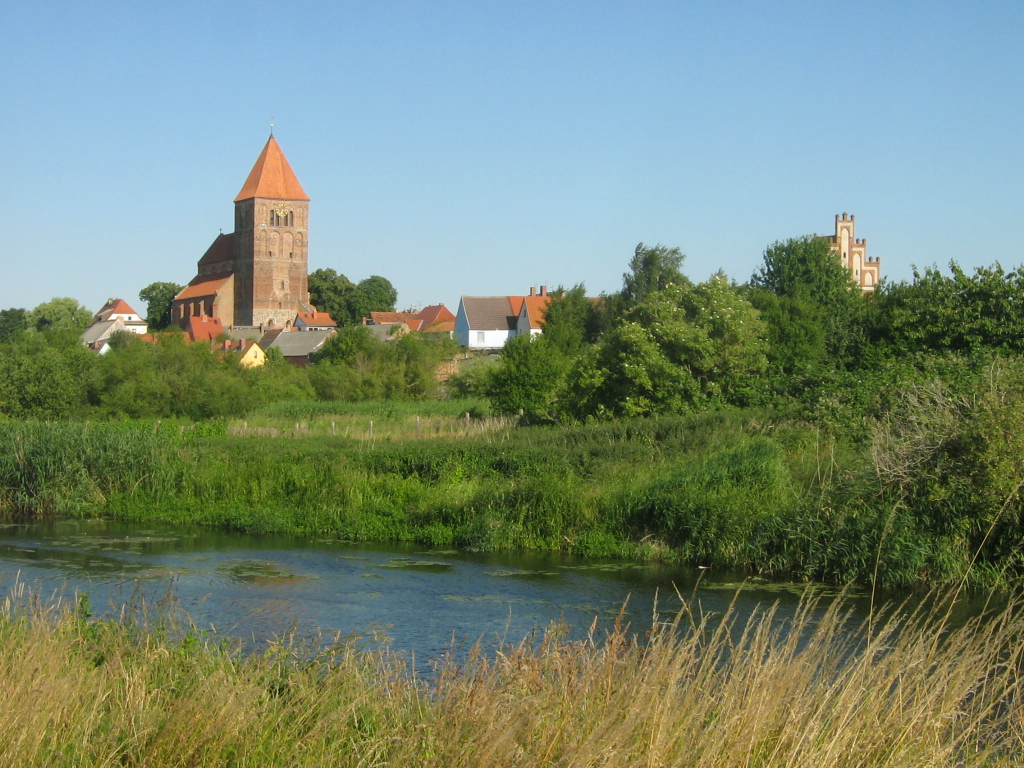
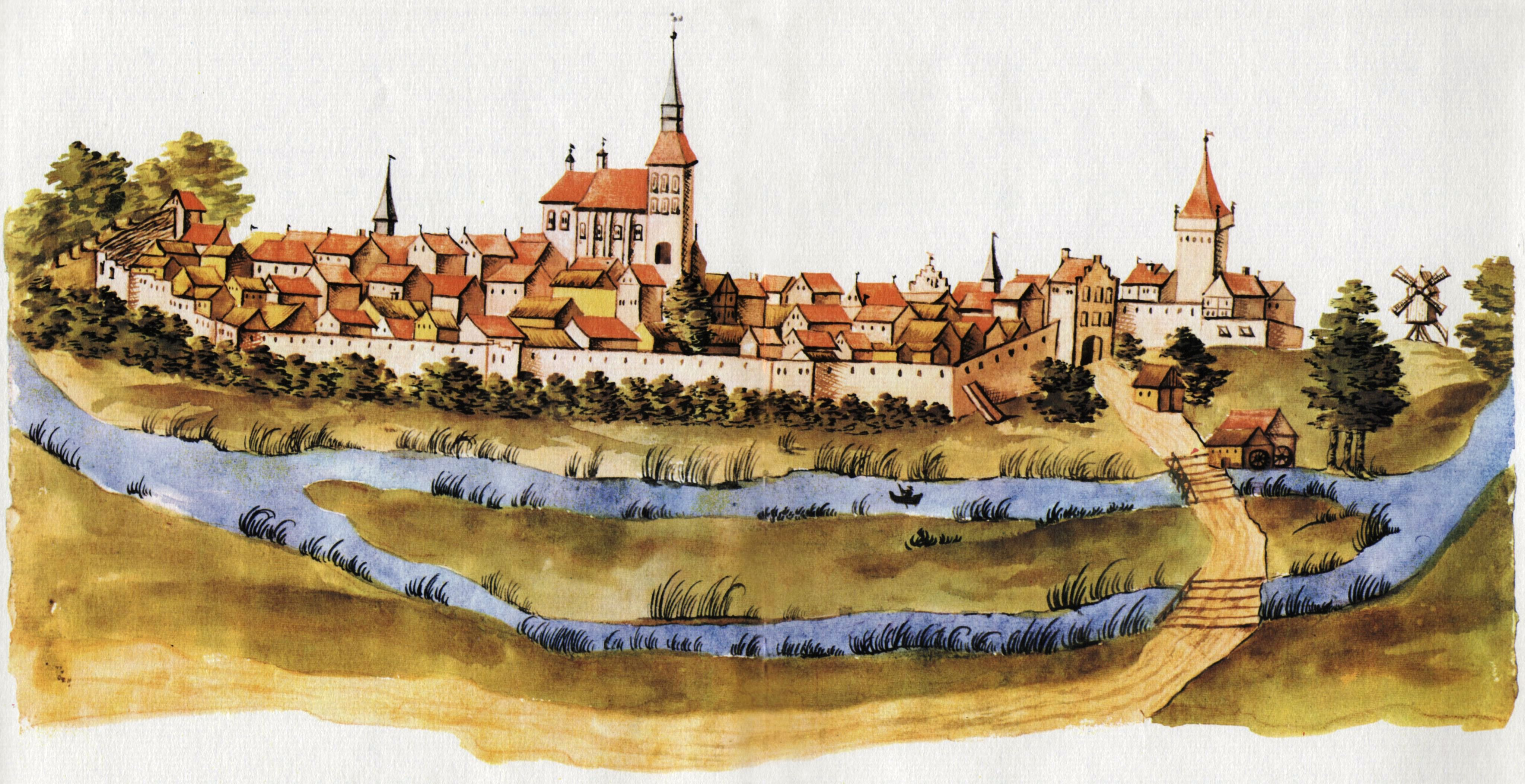
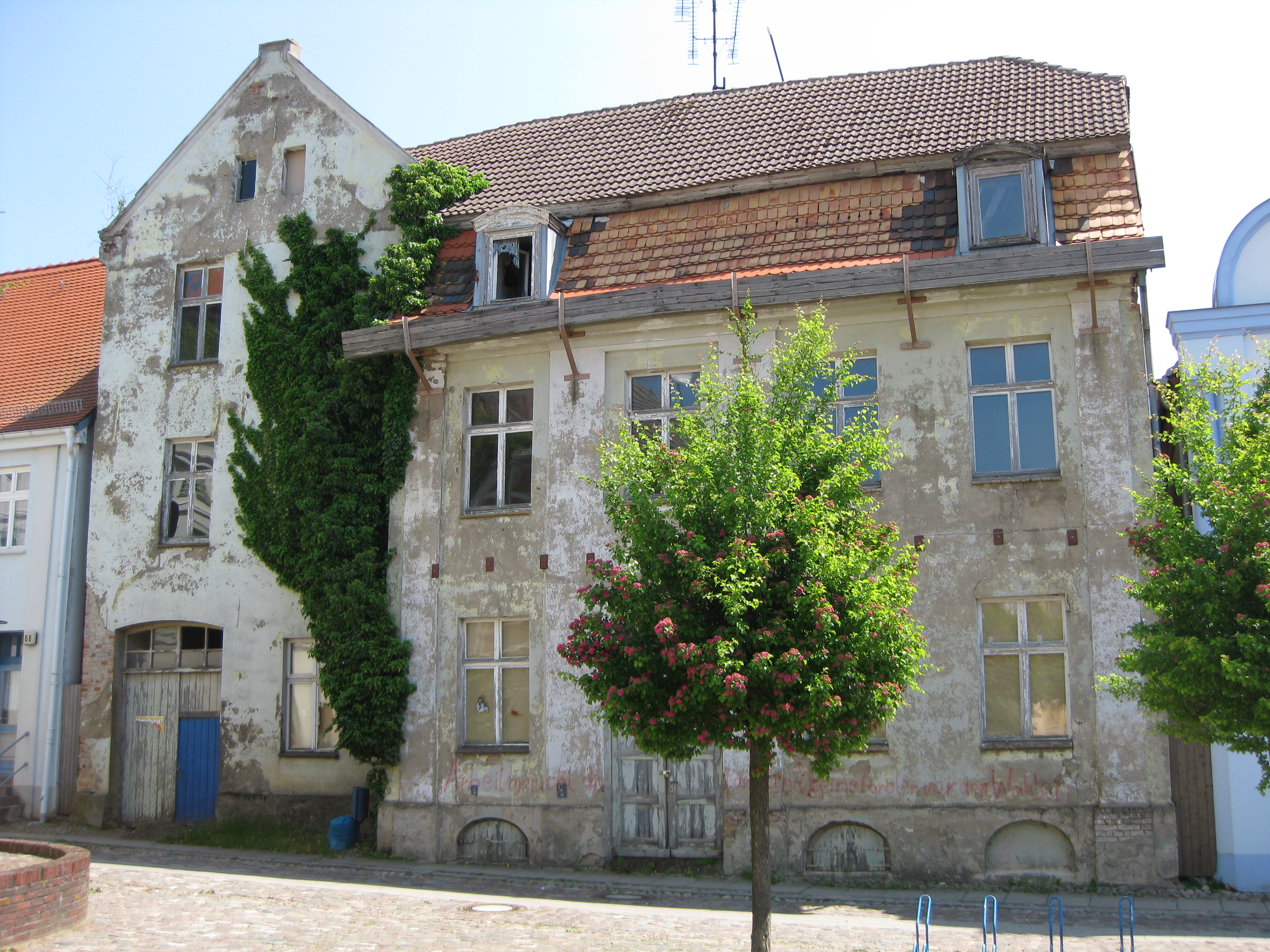
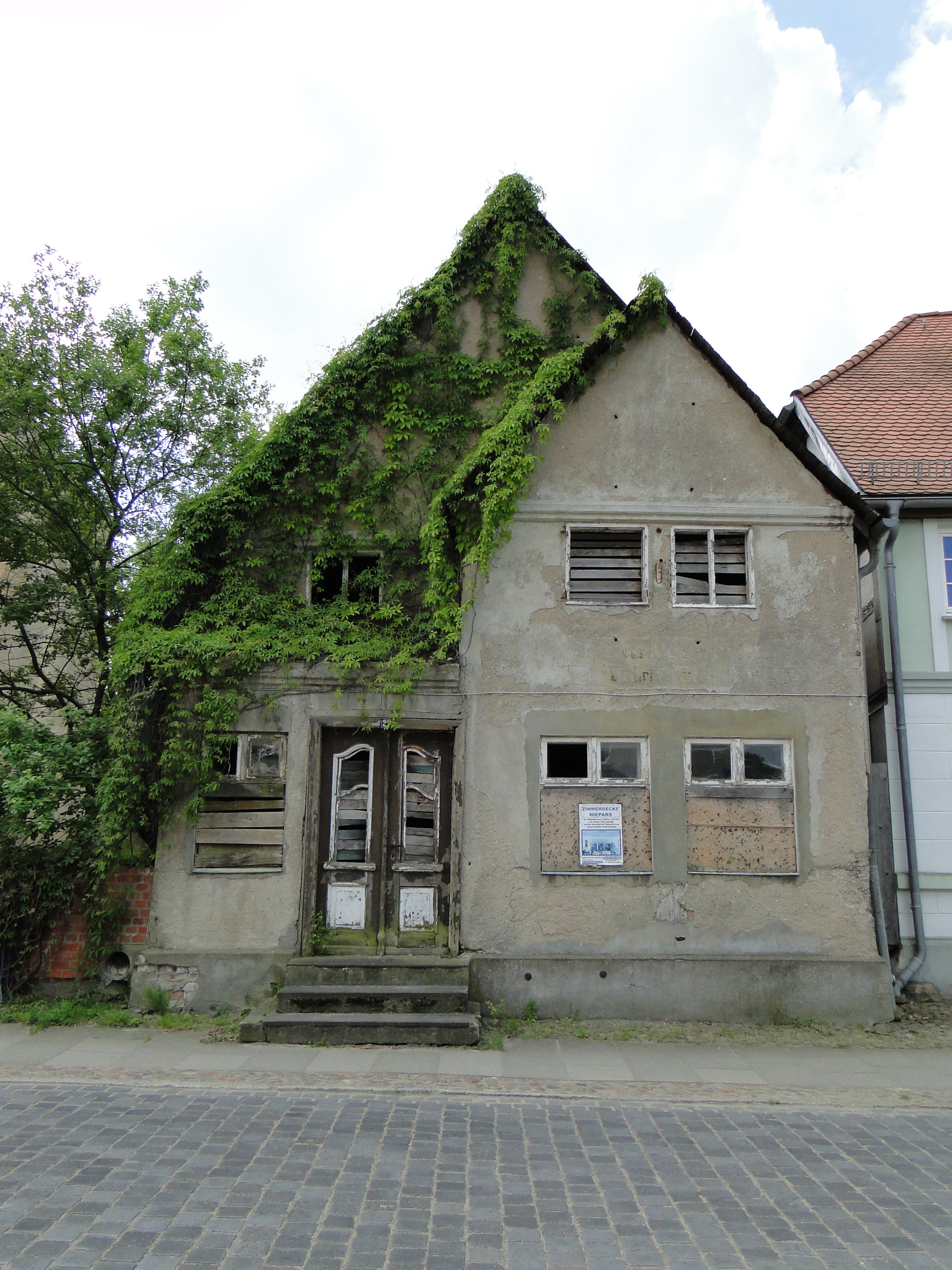
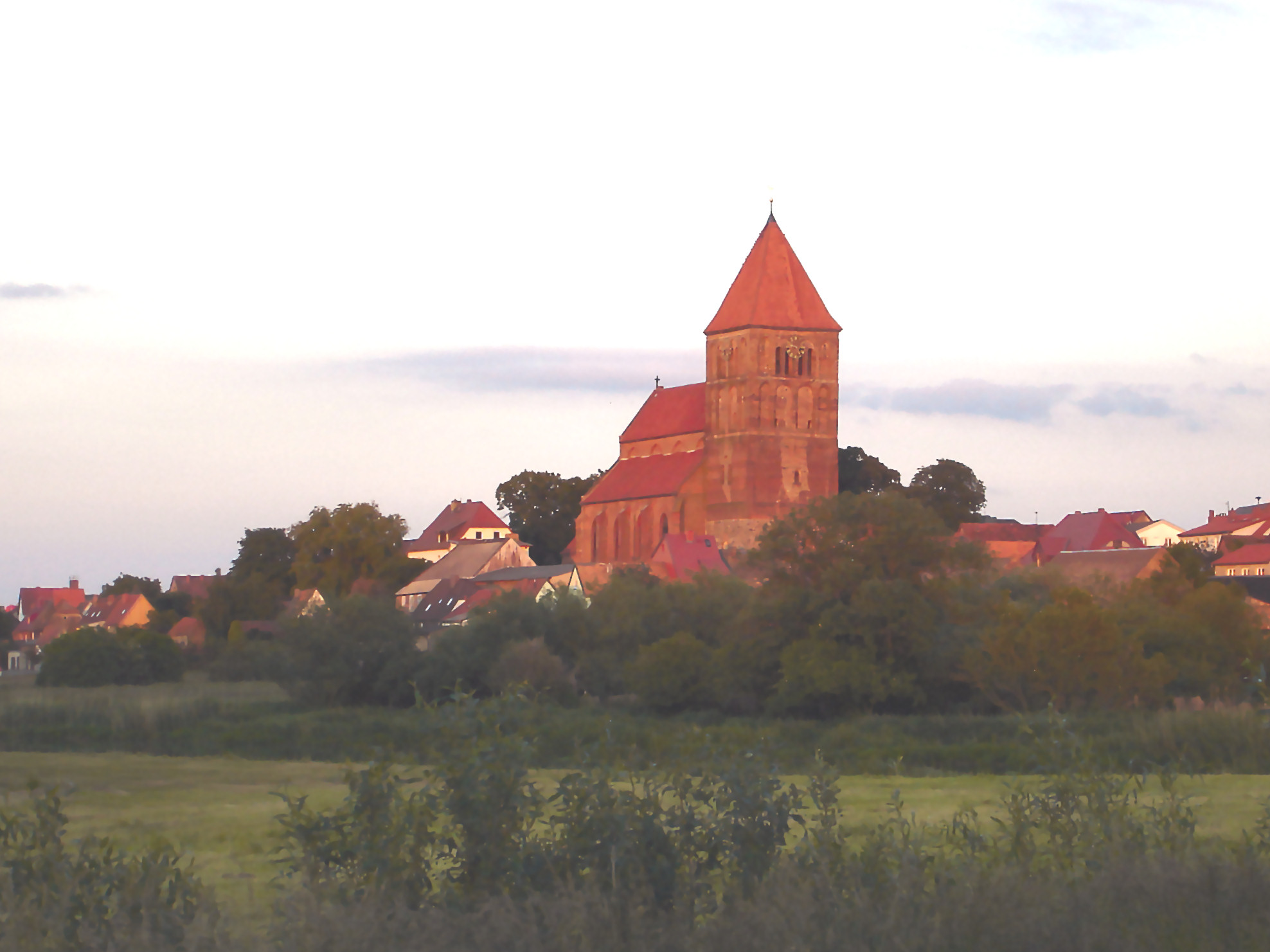
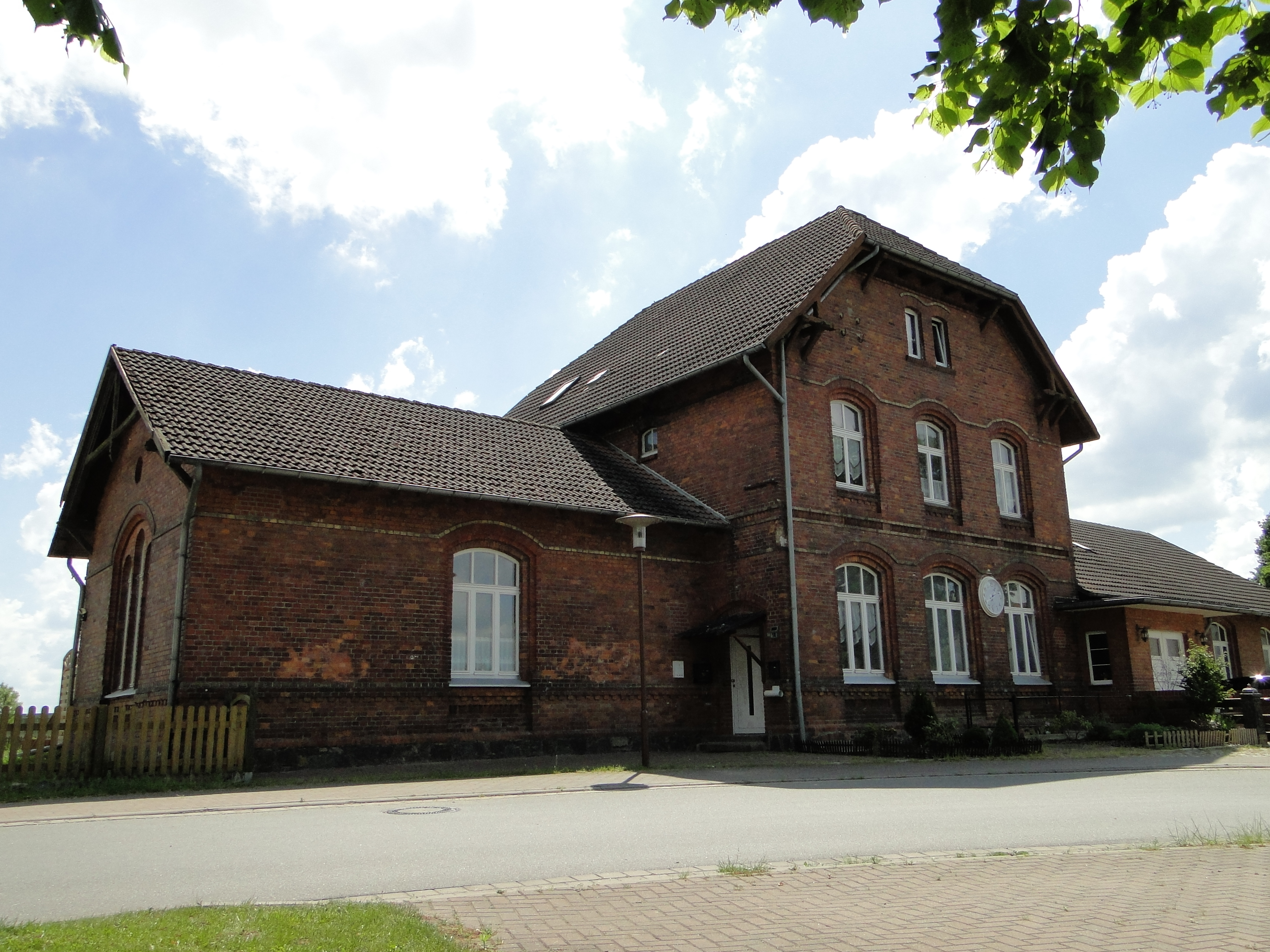